# Aittosaari (ö i Jämsä, Kankarisvesi)
Aittosaari är en liten ö i sjön Kankarisvesi i Finland. Den ligger i kommunen Jämsä i den ekonomiska regionen  Jämsä  och landskapet Mellersta Finland, i den södra delen av landet, 200 km norr om huvudstaden Helsingfors. Öns area är 2,7 hektar och dess största längd är 350 meter i nord-sydlig riktning.